# Milimetar živina stupca
Milimetar živina stupca (znak: mmHg) je manometrijska mjerna jedinica izvan SI sustava čija je uporaba danas iznimno dopuštena samo za mjerenje tlaka tjelesnih tekućina. Definira se kao vrijednost tlaka kojim stupac fluida visine 1 mm tlači svoje dno, kada je gustoća tog fluida 13,5951 g/cm3 i na mjestu gdje je akceleracija gravitacije 9,80665 m/s2.
- Gustoća fluida od 13,5951 g/cm3 u stvarnosti odgovara gustoći žive pri 0 °C i ovisi o temperaturi, vanjskom tlaku i sl. parametrima.
- Akceleracija gravitacije od 9,80665 m/s2 je vrijednost standardne gravitacije (g0) koja u stvarnosti varira, ali u praksi se može aproksimirati lokalnim vrijednostima na površini Zemlje.

Navedeni uvjeti, jer ih je u praksi nemoguće potpuno zadovoljiti, oganičavaju valjanost i preciznost milimetra živina stupca kao jedinice tlaka. Uz to, vrijednosti tlaka koje se izražavaju u ovoj jedinici teže se prilagođavaju fizikalnim redefinicijama mase, duljine i vremena, za razliku od jedinice SI sastava, paskala.

## Primjena
U medicini je milimetar živina stupca zlatni standard za sfingometrijsko mjerenje krvnog tlaka. U fiziologiji se koristi za mjerenje Starlingovih sila. Osim toga, mmHg se uobičajila kao jedinica mjerenja intraokularnog tlaka, intrakranijalnog tlaka, tlaka likvora, intramuskularnog tlaka, središnjeg venskog tlaka, tlaka pulmonalne arterije itd.
U povijesti se ova jedinica koristila i u meteorologiji, gdje se za normalan tlak zraka (tlak zraka standardne atmosfere) uzimala vrijednost od 760 mmHg na živinu barometru.
Kako bi se omogućilo korištenje decimalnih prefiksa pri mjerenju vrlo niskih tlakova, u tehnologiji visokog vakuuma se za ovu jedinicu uveo poseban naziv torr, prema talijanskom matematičaru i fizičaru Evangelisti Torricelliju. Kada je standardna atmosfera određena paskalom, jedinica torr je zaokružena na 6 značajnih decimala, čime je nastala razlika od 0,14 μPa u odnosu na milimetar živina stupca. Time su jedinice mmHg i torr postale različite, iako se u praksi ta razlika često zanemaruje.
Odnos prema drugim jedinicama za tlak prikazan je u tablici:
|        | paskal        | bar               | tehnička atmosfera | standardna atmosfera | torr (mmHg)        | funta sile po četvornom palcu |
| ------ | ------------- | ----------------- | ------------------ | -------------------- | ------------------ | ----------------------------- |
| 1 Pa   | ≡ 1 N/m²      | = 10−5 bar        | ≈ 10,197·10−6 at   | ≈ 9,8692·10−6 atm    | ≈ 7,5006·10−3 torr | ≈ 145,04·10−6 psi             |
| 1 bar  | = 100 000 Pa  | ≡ 106 din/cm²     | ≈ 1,0197 at        | ≈ 0,98692 atm        | ≈ 750,06 torr      | ≈ 14,504 psi                  |
| 1 at   | = 98 066,5 Pa | = 0,980665 bar    | ≡ 1 kp/cm²         | ≈ 0,96784 atm        | ≈ 735,56 torr      | ≈ 14,223 psi                  |
| 1 atm  | = 101 325 Pa  | = 1,01325 bar     | ≈ 1,0332 at        | ≡ 101 325 Pa         | = 760 torr         | ≈ 14,696 psi                  |
| 1 torr | ≈ 133,322 Pa  | ≈ 1,3332·10−3 bar | ≈ 1,3595·10−3 at   | ≈ 1,3158·10−3 atm    | ≡ 1 mmHg           | ≈ 19,337·10−3 psi             |
| 1 psi  | ≈ 6894,76 Pa  | ≈ 68,948·10−3 bar | ≈ 70,307·10−3 at   | ≈ 68,046·10−3 atm    | ≈ 51,715 torr      | ≡ 1 lbf/in²                   |